# Bahnrad-Weltcup 2010/11
Der UCI-Bahnrad-Weltcup 2010/2011 fand zwischen dem 2. Dezember 2010 und dem 20. Februar 2011 statt und bestand aus vier Wettbewerben in Melbourne, Cali, Peking und Manchester. Dieser Weltcup-Saison kam besondere Bedeutung zu, da die errungenen Platzierungen mit über die Qualifikation für die Olympischen Spiele 2012 in London entscheiden, aufgeschlüsselt nach Einzel- sowie Nationenwertung.
Einzelne Disziplinen, wie Punktefahren, Zweier-Mannschaftsfahren oder Einerverfolgung, die nicht mehr zum olympischen Programm gehören, wurden auf Wunsch des jeweiligen Veranstalters dennoch beim Weltcup ausgetragen.

## Austragungsorte
| Datum                   | Ort        |
| ----------------------- | ---------- |
| 2. – 4. Dezember 2010   | Melbourne  |
| 16. – 18. Dezember 2010 | Cali       |
| 21. – 23. Januar 2011   | Peking     |
| 18. – 20. Februar 2011  | Manchester |

## Nationenwertung
| Pos. | Land                   | Mel | Cal | Pek | Man | Punkte |
| ---- | ---------------------- | --- | --- | --- | --- | ------ |
| 1.   | Frankreich             | 61  | 100 | 80  | 67  | 308    |
| 2.   | Vereinigtes Königreich | 82  | 109 | 51  | 60  | 302    |
| 3.   | Australien             | 85  | 13  | 42  | 78  | 218    |
| 4.   | Neuseeland             | 47  | 62  | 45  | 55  | 209    |
| 5.   | Niederlande            | 70  |     | 62  | 48  | 181    |
| 6.   | Deutschland            | 43  | 53  | 25  | 38  | 159    |
| 7.   | Volksrepublik China    | 31  | 5   | 60  | 46  | 143    |
| 8.   | Spanien                | 31  | 32  | 21  | 26  | 110    |
| 9.   | Kanada                 | 27  | 36  | 39  |     | 102    |
| 10.  | Russland               | 23  | 13  | 47  | 15  | 98     |

## Männer

### Sprint
Ergebnisse
| Ort        | Sieger                         | Zweiter          | Dritter       |
| ---------- | ------------------------------ | ---------------- | ------------- |
| Melbourne  | Shane Perkins (Team Jayco-AIS) | Jason Kenny      | Teun Mulder   |
| Cali       | Kévin Sireau                   | Chris Hoy        | Grégory Baugé |
| Peking     | Kévin Sireau                   | Sebastian Döhrer | Zhang Miao    |
| Manchester | Kévin Sireau                   | Jason Kenny      | Chris Hoy     |

Gesamtwertung
| Pos. | Fahrer                         | Mel | Cal | Pek | Man | Pkt |
| 1.   | Kévin Sireau                   | 6   | 12  | 12  | 12  | 42  |
| 2.   | Tsubasa Kitatsuru              | 7   | 7   | 4   | 6   | 24  |
| 3.   | Jason Kenny                    | 10  |     |     | 10  | 20  |
| 4.   | Chris Hoy                      |     | 10  |     | 8   | 18  |
| 5.   | Teun Mulder                    | 8   |     |     | 5   | 13  |
| 6.   | Shane Perkins (Team Jayco-AIS) | 12  |     |     |     | 12  |
| 7.   | Sebastian Döhrer               |     |     | 10  |     | 10  |
| 8.   | Zhang Lei                      |     |     | 6   | 3   | 9   |
| 9.   | Michaël D’Almeida              |     |     | 5   | 4   | 9   |
| 10.  | Matthew Crampton               | 4   | 5   |     |     | 9   |

### Keirin
Ergebnisse
| Ort        | Sieger               | Zweiter                        | Dritter                            |
| ---------- | -------------------- | ------------------------------ | ---------------------------------- |
| Melbourne  | Chris Hoy            | Teun Mulder                    | Mickaël Bourgain                   |
| Cali       | Azizulhasni Awang    | François Pervis                | Denis Špička                       |
| Peking     | Simon van Velthooven | Scott Sunderland               | Kota Asai (Cyclo Channel Tokyo)    |
| Manchester | Chris Hoy            | Jason Niblett (Team Jayco-AIS) | Azizulhasni Awang (YSD Track Team) |

Gesamtwertung
| Pos. | Fahrer                           | Mel | Cal | Pek | Man | Pkt |
| 1.   | Azizulhasni Awang                | 2   | 12  | 6   | 8   | 28  |
| 2.   | Chris Hoy                        | 12  |     |     | 12  | 23  |
| 3.   | Simon van Velthooven             |     | 6   | 12  |     | 18  |
| 4.   | Scott Sunderland                 | 6   |     | 10  |     | 16  |
| 5.   | Fabián Puerta                    | 4   | 7   |     |     | 11  |
| 6.   | Jason Niblett (Team Jay-AIS)     |     |     |     | 10  | 10  |
| 7.   | François Pervis (Equipe Cofidis) |     | 10  |     |     | 10  |
| 8.   | Teun Mulder                      | 10  |     |     |     | 10  |
| 9.   | Denis Špička                     |     | 8   | 2   |     | 10  |
| 10.  | Christos Volikakis               | 7   | 3   |     |     | 10  |

### 1000-m-Zeitfahren
Ergebnisse
| Ort    | Siegerin        | Zweite    | Dritte               |
| ------ | --------------- | --------- | -------------------- |
| Peking | François Pervis | Hugo Haak | Simon van Velthooven |

Gesamtwertung
| Pos. | Fahrer                             | Pek | Pkt |
| 1.   | François Pervis                    | 12  | 12  |
| 2.   | Hugo Haak                          | 10  | 10  |
| 3.   | Simon van Velthooven               | 8   | 8   |
| 4.   | Tomáš Babek                        | 7   | 7   |
| 5.   | Adrian Tekliński                   | 6   | 6   |
| 6.   | Nikolai Schurkin                   | 5   | 5   |
| 7.   | Zhang Miao                         | 4   | 4   |
| 8.   | Jewhen Bolibruch                   | 3   | 3   |
| 9.   | Andrei Kubejew (Moscow Track Team) | 2   | 2   |
| 10.  | Juan Peralta                       | 1   | 1   |

### Teamsprint
Ergebnisse
| Ort        | Sieger                                                        | Zweiter                                                       | Dritter                                                  |
| ---------- | ------------------------------------------------------------- | ------------------------------------------------------------- | -------------------------------------------------------- |
| Melbourne  | Vereinigtes Königreich Jason Kenny Matthew Crampton Chris Hoy | Neuseeland Edward Dawkins Ethan Mitchell Sam Webster          | Team Jayco-AIS Daniel Ellis Jason Niblett Shane Perkins  |
| Cali       | Frankreich Grégory Baugé Kévin Sireau Michaël D’Almeida       | Vereinigtes Königreich Jason Kenny Matthew Crampton Chris Hoy | Neuseeland Ethan Mitchell Sam Webster Edward Dawkins     |
| Peking     | Frankreich Michaël D’Almeida François Pervis Kévin Sireau     | Russland Denis Dmitrijew Pawel Jakuschewski Sergei Kutscherow | Volksrepublik China Zhang Miao Zhang Lei Cheng Changsong |
| Manchester | Frankreich Grégory Baugé Kévin Sireau Michaël D’Almeida       | Deutschland René Enders Maximilian Levy Stefan Nimke          | Sky Track Cycling Jason Kenny Chris Hoy Matthew Crampton |

Gesamtwertung
| Pos. | Team                   | Mel | Cal | Pek | Man | Pkt |
| 1.   | Frankreich             |     | 12  | 12  | 12  | 36  |
| 2.   | Vereinigtes Königreich | 12  | 10  | 5   |     | 27  |
| 3.   | Neuseeland             | 10  | 8   |     | 4   | 22  |
| 4.   | Deutschland            | 7   | 2   |     | 10  | 19  |
| 5.   | Japan                  | 6   |     | 7   | 5   | 18  |
| 6.   | Team Jayco-AIS         | 8   |     |     | 7   | 15  |
| 7.   | Russland               |     | 4   | 10  |     | 14  |
| 8.   | Polen                  | 1   | 7   | 4   | 2   | 14  |
| 9.   | Volksrepublik China    | 2   |     | 8   | 3   | 13  |
| 10.  | Niederlande            | 5   |     |     | 6   | 11  |

### Scratch
Ergebnisse
| Ort  | Sieger         | Zweiter         | Dritter      |
| ---- | -------------- | --------------- | ------------ |
| Cali | Morgan Kneisky | Gijs Van Hoecke | Martin Bláha |

Stand
| Pos. | Fahrer                              | Cal | Punkte |
| ---- | ----------------------------------- | --- | ------ |
| 1.   | Morgan Kneisky                      | 12  | 12     |
| 2.   | Gijs Van Hoecke                     | 10  | 10     |
| 3.   | Martin Bláha                        | 8   | 8      |
| 4.   | Marco Arriagada                     | 7   | 7      |
| 5.   | Sebastían Mora                      | 6   | 6      |
| 6.   | Kirill Sweschnikow (Team Lokomotiv) | 5   | 5      |
| 7.   | Alex Buttazzoni                     | 4   | 4      |
| 8.   | Leonid Krasnow                      | 3   | 3      |
| 9.   | Carlos Ospina                       | 2   | 2      |
| 10.  | Loïc Perizzolo                      | 1   | 1      |

### Punktefahren
Ergebnisse
| Ort    | Sieger                          | Zweiter       | Dritter       |
| ------ | ------------------------------- | ------------- | ------------- |
| Peking | Artur Jerschow (Team Lokomotiv) | Alexei Markow | Claudio Imhof |

Stand
| Pos. | Fahrer                          | Pek | Punkte |
| ---- | ------------------------------- | --- | ------ |
| 1.   | Artur Jerschow (Team Lokomotiv) | 12  | 12     |
| 2.   | Alexei Markow                   | 10  | 10     |
| 3.   | Claudio Imhof                   | 8   | 8      |
| 4.   | Zachary Bell                    | 7   | 7      |
| 5.   | Thomas Scully                   | 6   | 6      |
| 6.   | Vivien Brisse                   | 5   | 5      |
| 7.   | Ioannis Tamouridis              | 4   | 4      |
| 8.   | Ingmar De Poortere              | 3   | 3      |
| 9.   | Serhij Lahkuti                  | 2   | 2      |
| 10.  | Omar Bertazzo                   | 1   | 1      |

### Madison
Ergebnisse
| Ort       | Sieger                                | Zweiter                             | Dritter                              |
| --------- | ------------------------------------- | ----------------------------------- | ------------------------------------ |
| Melbourne | Australien Leigh Howard Cameron Meyer | Neuseeland Aaron Gate Myron Simpson | Niederlande Nick Stöpler Peter Schep |

Gesamtwertung
| Pos. | Team        | Mel | Pkt |
| 1.   | Australien  | 12  | 12  |
| 2.   | Neuseeland  | 10  | 10  |
| 3.   | Niederlande | 8   | 8   |
| 4.   | Hongkong    | 7   | 7   |
| 5.   | Argentinien | 6   | 6   |
| 6.   | Russland    | 5   | 5   |
| 7.   | Dänemark    | 4   | 4   |
| 8.   | Belgien     | 3   | 3   |
| 9.   | Ukraine     | 2   | 2   |
| 10.  | Spanien     | 1   | 1   |

### Einerverfolgung
Ergebnisse
| Ort        | Sieger       | Zweiter        | Dritter   |
| ---------- | ------------ | -------------- | --------- |
| Manchester | Rohan Dennis | Geraint Thomas | Mark Ryan |

Stand
| Pos. | Fahrer                              | Man | Punkte |
| ---- | ----------------------------------- | --- | ------ |
| 1.   | Rohan Dennis                        | 12  | 12     |
| 2.   | Geraint Thomas                      | 10  | 10     |
| 3.   | Mark Ryan                           | 8   | 8      |
| 4.   | Jenning Huizenga                    | 7   | 7      |
| 5.   | Sergi Escobar                       | 6   | 6      |
| 6.   | Witalij Schtschedow                 | 5   | 5      |
| 7.   | Sergei Tschernezki (Team Lokomotiv) | 4   | 4      |
| 8.   | Sun Jae Jang                        | 3   | 3      |
| 9.   | Claudio Imhof                       | 2   | 2      |
| 10.  | Julien Morice                       | 1   | 1      |

### Mannschaftsverfolgung
Ergebnisse
| Ort        | Sieger                                                                       | Zweiter                                                                      | Dritter                                                                     |
| ---------- | ---------------------------------------------------------------------------- | ---------------------------------------------------------------------------- | --------------------------------------------------------------------------- |
| Melbourne  | Australien Jack Bobridge Michael Hepburn Leigh Howard Cameron Meyer          | Russland Alexander Chatunzew Jewgeni Kowaljow Alexei Markow Alexander Serow  | Vereinigtes Königreich Edward Clancy Steven Burke Luke Rowe Andrew Tennant  |
| Cali       | Neuseeland Sam Bewley Westley Gough Marc Ryan Jesse Sergent                  | Kolumbien Juan Esteban Arango Arles Antonio Castro Edwin Ávila Weimar Roldán | Spanien Eloy Teruel Pablo Bernal Sergi Escobar David Muntaner               |
| Peking     | Russland Alexander Chatunzew Jewgeni Kowaljow Alexei Markow Alexander Serow  | Spanien Sergi Escobar Asier Maeztu Antonio Miguel Albert Torres              | Vereinigtes Königreich Mark Christian Andrew Fenn Erick Rowsell Simon Yates |
| Manchester | Vereinigtes Königreich Steven Burke Ed Clancy Geraint Thomas Bradley Wiggins | Neuseeland Aaron Gate Westley Gough Peter Latham Marc Ryan                   | Spanien Pablo Bernal Asier Maeztu David Muntaner Eloy Teruel                |

Gesamtwertung
| Pos. | Team                   | Mel | Cal | Pek | Man | Pkt |
| 1.   | Spanien                | 6   | 8   | 10  | 8   | 32  |
| 2.   | Neuseeland             | 7   | 12  |     | 10  | 29  |
| 3.   | Vereinigtes Königreich | 8   |     | 8   | 12  | 28  |
| 4.   | Russland               | 10  |     | 12  | 1   | 23  |
| 5.   | Australien             | 12  |     | 5   | 5   | 22  |
| 6.   | Dänemark               | 4   | 7   |     | 7   | 18  |
| 7.   | Niederlande            | 5   |     | 7   | 6   | 18  |
| 8.   | Belgien                | 2   | 6   | 4   | 3   | 15  |
| 9.   | Team Lokomotiv         |     | 3   | 6   | 4   | 13  |
| 10.  | Kolumbien              |     | 10  |     | 2   | 12  |

### Omnium
Ergebnisse
| Ort        | Sieger         | Zweiter             | Dritter       |
| ---------- | -------------- | ------------------- | ------------- |
| Melbourne  | Shane Archbold | Zachary Bell        | Edward Clancy |
| Cali       | Edward Clancy  | Juan Esteban Arango | Zachary Bell  |
| Peking     | Sam Harrison   | Zachary Bell        | Roger Kluge   |
| Manchester | Shane Archbold | Ho-Sung Cho         | Elia Viviani  |

Gesamtwertung
| Pos. | Fahrer              | Mel | Cal | Pek | Man | Pkt |
| 1.   | Zachary Bell        | 10  | 8   | 10  |     | 28  |
| 2.   | Shane Archbold      | 12  | 3   |     | 12  | 27  |
| 3.   | Ed Clancy           | 8   | 12  |     |     | 20  |
| 4.   | Eloy Teruel         | 7   | 7   |     |     | 14  |
| 5.   | Sam Harrison        |     |     | 12  |     | 12  |
| 6.   | Rafał Ratajczyk     | 5   |     |     | 7   | 12  |
| 7.   | Michael Freiberg    |     |     | 6   | 6   | 12  |
| 8.   | Ho-Sung Cho         |     |     |     | 10  | 10  |
| 9.   | Juan Esteban Arango |     | 10  |     |     | 10  |
| 10.  | Elia Viviani        |     |     |     | 8   | 8   |

## Frauen

### Sprint
Ergebnisse
| Ort        | Siegerin        | Zweite             | Dritte                                 |
| ---------- | --------------- | ------------------ | -------------------------------------- |
| Melbourne  | Anna Meares     | Victoria Pendleton | Kristina Vogel                         |
| Cali       | Kristina Vogel  | Victoria Pendleton | Sandie Clair                           |
| Peking     | Ljubow Schulika | Simona Krupeckaitė | Junhong Lin                            |
| Manchester | Anna Meares     | Guo Shuang         | Victoria Pendleton (Sky Track Cycling) |

Gesamtwertung
| Pos. | Fahrerin                               | Mel | Cal | Pek | Man | Pkt |
| 1.   | Victoria Pendleton (Sky Track Cycling) | 10  | 10  |     | 8   | 28  |
| 2.   | Anna Meares                            | 12  |     |     | 12  | 24  |
| 3.   | Kristina Vogel                         | 8   | 12  |     |     | 20  |
| 4.   | Guo Shuang                             | 7   |     |     | 10  | 17  |
| 5.   | Sandie Clair                           | 6   | 8   |     |     | 14  |
| 6.   | Clara Sanchez                          |     |     | 7   | 6   | 13  |
| 7.   | Ljubow Schulika                        |     |     | 12  |     | 12  |
| 8.   | Olga Panarina                          | 5   |     |     | 7   | 12  |
| 9.   | Simona Krupeckaitė                     | 1   |     | 10  |     | 11  |
| 10.  | Jessica Varnish                        | 3   | 3   |     | 5   | 11  |

### Keirin
Ergebnisse
| Ort        | Siegerin           | Zweite           | Dritte             |
| ---------- | ------------------ | ---------------- | ------------------ |
| Melbourne  | Anna Meares        | Kaarle McCulloch | Clara Sanchez      |
| Cali       | Victoria Pendleton | Sandie Clair     | Virginie Cueff     |
| Peking     | Clara Sanchez      | Ljubow Schulika  | Rebecca James      |
| Manchester | Guo Shuang         | Clara Sanchez    | Victoria Pendleton |

Gesamtwertung
| Pos. | Fahrerin                        | Mel | Cal | Pek | Man | Pkt |
| 1.   | Clara Sanchez                   | 8   |     | 12  | 10  | 30  |
| 2.   | Victoria Pendleton              |     | 12  |     | 8   | 20  |
| 3.   | Anna Meares                     | 12  |     |     | 6   | 18  |
| 4.   | Sandie Clair                    | 6   | 10  |     |     | 16  |
| 5.   | Kaarle McCulloch (Team Jay-AIS) | 10  |     |     | 5   | 15  |
| 6.   | Ljubow Schulika                 |     | 5   | 10  |     | 15  |
| 7.   | Gong Jinjie                     | 7   |     |     | 7   | 14  |
| 8.   | Simona Krupeckaitė              | 4   |     | 5   | 4   | 13  |
| 9.   | Guo Shuang                      |     |     |     | 12  | 12  |
| 10.  | Virginie Cueff                  |     | 8   | 4   |     | 12  |

### 500-m-Zeitfahren
Ergebnisse
| Ort       | Siegerin    | Zweite       | Dritte      |
| --------- | ----------- | ------------ | ----------- |
| Melbourne | Anna Meares | Sandie Clair | Lee Wai-sze |

Gesamtwertung
| Pos. | Fahrerin        | Mel | Pkt |
| 1.   | Anna Meares     | 12  | 12  |
| 2.   | Sandie Clair    | 10  | 10  |
| 3.   | Lee Wai-sze     | 8   | 8   |
| 4.   | Willy Kanis     | 7   | 7   |
| 5.   | Olga Panarina   | 6   | 6   |
| 6.   | Jessica Varnish | 5   | 5   |
| 7.   | Miriam Welte    | 4   | 4   |
| 8.   | Junhong Lin     | 3   | 3   |
| 9.   | Tania Calvo     | 2   | 2   |
| 10.  | Olga Strelzowa  | 1   | 1   |

### Teamsprint
Ergebnisse
| Ort        | Team                                                      | Zweite                                                    | Dritte                                       |
| ---------- | --------------------------------------------------------- | --------------------------------------------------------- | -------------------------------------------- |
| Melbourne  | Volksrepublik China Jinjie Gong Shuang Guo                | Vereinigtes Königreich Victoria Pendleton Jessica Varnish | Frankreich Sandie Clair Clara Sanchez        |
| Cali       | Vereinigtes Königreich Victoria Pendleton Jessica Varnish | Deutschland Miriam Welte Kristina Vogel                   | Frankreich Sandie Clair Virginie Cueff       |
| Peking     | Volksrepublik China Junhong Li Jinjie Gong                | Niederlande Willy Kanis Yvonne Hijgenaar                  | Litauen Simona Krupeckaitė Gintarė Gaivenytė |
| Manchester | Australien Anna Meares Kaarle McCulloch                   | Volksrepublik China Gong Jinjie Shuang Guo                | Frankreich Clara Sanchez Sandie Clair        |

Gesamtwertung
| Pos. | Team                   | Mel | Cal | Pek | Man | Pkt |
| 1.   | Volksrepublik China    | 12  | 5   | 12  | 10  | 39  |
| 2.   | Vereinigtes Königreich | 10  | 12  |     | 7   | 29  |
| 3.   | Frankreich             | 8   | 8   |     | 8   | 24  |
| 4.   | Niederlande            | 7   |     | 10  | 5   | 22  |
| 5.   | Deutschland            | 6   | 10  |     | 6   | 22  |
| 6.   | Litauen                | 4   |     | 8   | 4   | 16  |
| 7.   | Spanien                | 3   | 7   | 5   | 1   | 16  |
| 8.   | Ukraine                |     | 6   | 7   |     | 13  |
| 9.   | Australien             |     |     |     | 12  | 12  |
| 10.  | Kolumbien              |     | 4   | 4   |     | 8   |

### Scratch
Ergebnisse
| Ort  | Sieger                 | Zweiter                        | Dritter  |
| ---- | ---------------------- | ------------------------------ | -------- |
| Cali | Anastassija Tschulkowa | Jennie Reed (OUCH Pro Cycling) | Amy Cure |

Stand
| Pos. | Fahrer                           | Man | Punkte |
| ---- | -------------------------------- | --- | ------ |
| 1.   | Anastassija Tschulkowa           | 12  | 12     |
| 2.   | Jennie Reed (OUCH Pro Cycling)   | 10  | 10     |
| 3.   | Amy Cure                         | 8   | 8      |
| 4.   | Sofía Arreola                    | 7   | 7      |
| 5.   | Pascale Jeuland                  | 6   | 6      |
| 6.   | Elena Cecchini                   | 5   | 5      |
| 7.   | Fatehah Mustapa (YSD Track Team) | 4   | 4      |
| 8.   | Kelly Druyts                     | 3   | 3      |
| 9.   | Elke Gebhardt                    | 2   | 2      |
| 10.  | Na A-reum                        | 1   | 1      |

### Mannschaftsverfolgung
Ergebnisse
| Ort        | Sieger                                                               | Zweiter                                                      | Dritter                                                              |
| ---------- | -------------------------------------------------------------------- | ------------------------------------------------------------ | -------------------------------------------------------------------- |
| Melbourne  | Australien Katherine Bates Sarah Kent Josephine Tomic                | Deutschland Charlotte Becker Lisa Brennauer Madeleine Sandig | Neuseeland Kaytee Boyd Lauren Ellis Jaime Nielsen                    |
| Cali       | Neuseeland Rushlee Buchanan Lauren Ellis Alison Shanks               | Ouch Pro Cycling Sarah Hammer Dotsie Bausch Lauren Tamayo    | Vereinigtes Königreich Laura Trott Katie Colclough Wendy Houvenaghel |
| Peking     | Neuseeland Kaytee Boyd Rushlee Buchanan Jaime Nielsen                | Kanada Tara Whitten Laura Brown Stephanie Roorda             | Australien Melissa Hoskins Ashlee Ankudinoff Sarah Kent              |
| Manchester | Vereinigtes Königreich Wendy Houvenaghel Joanna Rowsell Sarah Storey | Neuseeland Lauren Ellis Jaime Nielsen Alison Shanks          | Ouch Pro Cycling Sarah Hammer Dotsie Bausch Jennie Reed              |

Gesamtwertung
| Pos. | Team                   | Mel | Cal | Pek | Man | Pkt |
| 1.   | Neuseeland             | 8   | 12  | 12  | 10  | 42  |
| 2.   | Australien             | 12  | 5   | 8   | 5   | 30  |
| 3.   | Kanada                 | 7   | 6   | 10  |     | 23  |
| 4.   | Deutschland            | 10  | 7   |     | 4   | 21  |
| 5.   | Vereinigtes Königreich |     | 8   |     | 12  | 20  |
| 6.   | Niederlande            | 6   |     | 7   | 7   | 20  |
| 7.   | Ouch Pro Cycling       |     | 10  |     | 8   | 18  |
| 8.   | Litauen                | 3   | 3   |     | 3   | 9   |
| 9.   | Ukraine                | 5   |     | 2   |     | 7   |
| 10.  | Belgien                |     | 4   | 1   | 2   | 7   |

### Einerverfolgung
Ergebnisse
| Ort  | Sieger        | Zweiter           | Dritter          |
| ---- | ------------- | ----------------- | ---------------- |
| Cali | Alison Shanks | Wendy Houvenaghel | Pascale Schnider |

Stand
| Pos. | Fahrer             | Cal | Pek | Man | Punkte |
| ---- | ------------------ | --- | --- | --- | ------ |
| 1.   | Alison Shanks      | 12  |     |     | 12     |
| 2.   | Wendy Houvenaghel  | 10  |     |     | 10     |
| 3.   | Pascale Schnider   | 8   |     |     | 8      |
| 4.   | Caroline Ryan      | 7   |     |     | 7      |
| 5.   | Lisa Brennauer     | 6   |     |     | 6      |
| 6.   | Aksana Papko       | 5   |     |     | 5      |
| 7.   | Aude Biannic       | 4   |     |     | 4      |
| 8.   | Yudelmis Domínguez | 3   |     |     | 3      |
| 9.   | Vaida Pikaskautė   | 2   |     |     | 2      |
| 10.  | Isabella King      | 1   |     |     | 1      |

### Omnium
Ergebnisse
| Ort        | Siegerin                        | Zweite       | Dritte             |
| ---------- | ------------------------------- | ------------ | ------------------ |
| Melbourne  | Leire Olaberria                 | Tara Whitten | Małgorzata Wojtyra |
| Cali       | Sarah Hammer (OUCH Pro Cycling) | Tara Whitten | Tatjana Scharakowa |
| Peking     | Tara Whitten                    | Kirsten Wild | Pascale Jeuland    |
| Manchester | Sarah Hammer (OUCH Pro Cycling) | Kirsten Wild | Małgorzata Wojtyra |

Gesamtwertung
| Pos. | Fahrerin                        | Mel | Cal | Pek | Man | Pkt |
| 1.   | Tara Whitten                    | 10  | 10  | 12  |     | 32  |
| 2.   | Leire Olaberria                 | 12  |     | 7   | 6   | 25  |
| 3.   | Sarah Hammer (OUCH Pro Cycling) |     | 12  |     | 12  | 24  |
| 4.   | Małgorzata Wojtyra              | 8   | 3   | 2   | 8   | 21  |
| 5.   | Kirsten Wild                    |     |     | 10  | 10  | 20  |
| 6.   | Pascale Jeuland                 | 7   | 5   | 8   |     | 20  |
| 7.   | Tatjana Scharakowa              | 2   | 8   |     |     | 10  |
| 8.   | Elizabeth Armitstead            |     |     | 6   | 4   | 10  |
| 9.   | Jewgenija Romanjuta             | 6   |     | 3   |     | 9   |
| 10.  | Joanne Kiesanowski              |     | 4   |     | 5   | 9   |

## JKA-Keirin
Im Rahmen des Weltcup-Rennens in Manchester wurde ein Einladungsrennen der JKA (Japanes Keirin Association) ausgetragen. Ausgesetzt war ein hohes Preisgeld (1.: 15.000 £, 2.: 12.000 £, 3.: 10.000 £).
Ergebnisse
| Sieger          | Zweiter     | Dritter         |
| --------------- | ----------- | --------------- |
| Maximilian Levy | Teun Mulder | François Pervis |